# Rijksstad Mulhouse
Mulhouse (Elzassisch: Milhüsa, Duits: Mülhausen) was een tot de Boven-Rijnse Kreits behorende vrije rijksstad in het Heilige Roomse Rijk. 
Mülhausen, niet te verwarren met Mühlhausen in Thüringen, dat ook een rijksstad was, werd voor het eerst vermeld in documenten van het jaar 803. Het was een hof van de Straatsburger abdij Saint Stephan. Later was de hof in handen van het prinsbisdom Straatsburg. Waarschijnlijk in 1186 stichtte keizer Frederik I hier een marktplaats. De afhankelijkheid van het bisdom werd kleiner en in 1223 werd Mulhouse vermeld als stad. Het geschil tussen het bisdom en de keizer om de heerschappij over de plaats eindigde in 1236. Keizer Frederik II kreeg de voogdij en de hele plaats als leen van het prinsbisdom. In 1261 verwoestten de burgers de bisschoppelijke zetel en werd er een eind gemaakt aan de invloed van het bisdom.
In 1293 werd de ontwikkeling tot vrije rijksstad afgesloten met de verlening van rechten door koning Adolf van Nassau. In 1354 trad de stad toe tot de Tienstedenbond van de Elzas.
In 1515 maakte de stad zich los van de Tienstedenbond en trad toe tot het Zwitserse Eedgenootschap als Zugewandter Ort. In artikel 6 van de Vrede van Osnabrück werd Zwitserland losgemaakt van het Heilige Roomse Rijk. Daardoor hoorde ook Mulhouse niet langer bij het rijk. Het was een zo goed als onafhankelijke republiek tot de annexatie door Franse Republiek in 1798. Mulhouse werd opgenomen in het departement Haut-Rhin.